# بایان‌نور (بایان‌اولگی)
شهرستان بایان‌نور (به زبان مغولی: Баяннуур сум، [Bajannuur sum]؛ ᠪᠠᠶᠠᠨ ᠨᠠᠭᠤᠷ ᠰᠤᠮᠤ، [bayan naɣur sumu])(به زبان قزاقی: Баяннұр сұмыны، باياننۇر سۇمىنى‎) یک شهرستان (سُوم) در مغولستان است که در استان بایان‌اولگی واقع شده‌است. بایان‌نور ۲٬۳۳۹٫۵۰ کیلومتر مربع مساحت و ۵٬۰۲۹ نفر جمعیت دارد.

## تقسیمات اداری
شهرستان بایان‌نور متشکل از ۵ قصبه (باغ) می‌باشد، شامل:
- بایان‌نور 
  - (مغولی: Баяннуур баг، [Bajannuur bag]؛ ᠪᠠᠶᠠᠨ ᠨᠠᠭᠤᠷ ᠪᠠᠭ، [Bayan naɣur baɣ])
  - (قزاقی: Баяннұр бағы، باياننۇر باعى‎)
- چاغان‌آرال
  - (مغولی: Цагаан арал баг، [Cagaan aral bag]؛ ᠴᠠᠭᠠᠨ ᠠᠷᠠᠯ ᠪᠠᠭ، [čaɣan aral baɣ])
  - (قزاقی: Шаған арал бағы، شاعان ارال باعى‎)
- چچِگت (شیشِگتی)
  - (مغولی: Цэцэгт баг، [Cecegt bag]؛ ᠴᠡᠴᠡᠭᠲᠦ ᠪᠠᠭ، [čečegtü baɣ])
  - (قزاقی: Шешекті бағы، شەشەكتى باعى‎)
- چول‌‌اولان
  - (مغولی: Цул улаан баг، [Cul ulaan bag]؛ ᠴᠤᠯᠤ ᠤᠯᠠᠭᠠᠨ ᠪᠠᠭ، [čulu ulaɣan baɣ])
  - (قزاقی: Шұл ұлан бағы، شۇل ۇلان باعى‎)
- شار سِخه (ساری‌سیگه)
  - (مغولی: Шар сэхээ баг، [Šar sexee bag]؛ ᠰᠢᠷ᠎ᠠ ᠰᠡᠬᠡᠭᠡ ᠪᠠᠭ، [šir-a sekege ulaɣan baɣ])
  - (قزاقی: Сары сіге бағы، سارى سىگە باعى‎)